# Banco Cidade
Banco Cidade foi um banco brasileiro com sede na cidade de São Paulo, fundado no ano de 1965. Tinha como sócio majoritário o Sr. Edmundo Safdié, sírio radicado no Brasil. Atuava com clientes de alta renda, administração de fortunas principalmente de membros da colônia judaica paulista e nichos específicos como despachantes. Teve filial em Nova Iorque, o Commercial Bank. O banco era associado à instituição francesa BNP entre 1990 e 1995.
Foi adquirido pelo Bradesco, tendo sido incorporado pela sua subsidiária Banco de Crédito Nacional por 300 milhões de dólares em março de 2002. O último presidente foi [Vitor Malhão], que hoje atua com fundos na empresa LAECO, em São Paulo. A família Safdié atua hoje com o Banque Safdié em Genebra, Suíça, com filial em São Paulo, o Safdié Private Banking.